# ES FC Malley
ES FC Malley is een Zwitserse voetbalclub uit Lausanne. De club werd in 1927 opgericht en speelt in het amateurvoetbal. 